# Louis Johnson
Louis Johnson, ameriški bas kitarist, studijski glasbenik in producent, * 13. april 1955, Los Angeles, Kalifornija, Združene države Amerike, † 21. maj 2015, Las Vegas, Nevada.
Johnson je bil najbolj znan po članstvu v skupini The Brothers Johnson, kot studijski glasbenik pa je sodeloval pri snemanju na velikem številu hit albumov, med drugim je sodeloval tudi pri snemanju najbolj prodajanega albuma vseh časov, Thriller. Uporabljal je bas kitaro Music Man StingRay, ki jo je zanj izdelal Leo Fender.

## Biografija
Kot studijski glasbenik je sodeloval na snemanju hitov znanih izvajalcev. Igral je na Jacksonovih albumih Off the Wall, Thriller in Dangerous, posnel pa je tudi skladbi »Billie Jean« in »Don't Stop 'Til You Get Enough«. Igral je tudi pri skladbi Georga Bensona, »Give Me the Night«. Johnson je bil eden izmed treh basistov, ki je igral na albumu Herba Alperta, Rise, ki je vseboval skladbo, ki je osvojila Grammyja za najboljšo instrumentalno pop izvedbo.
Zaradi svojega značilnega stila, je Johnson dobil vzdevek »Thunder-Thumbs«. S svojo »slap« tehniko igranja bas kitare je začel kmalu potem, ko je tehniko javnosti predstavil Larry Graham, tako Johnson kot Graham pa sta znana kot začetnika tehnike »slapanja«.
Johnsonov stil igranja se sliši na albumu Time Exposure (Stanley Clarke), Hydra (Grover Washington, Jr.), Guardian of the Light, Thief in the Night (George Duke), Jeffrey Osborne, Stay with Me Tonight (Jeffrey Osborne).
Dober primerek Johnsonovega igranja s palcem lahko slišimo pri skladbi Earla Klugha, »Kiko«.
Njegov stil vsebuje funk pluckanje v kombinaciji s palcem, kar skupaj z bas kitaro Music Man StigRay daje zelo funky zvok .
Johnson je bil basist na Klughovem jazz-pop albumu Living inside Your Love in albumu Finger Paintings, igral pa je tudi na albumu Quincyja Jonesa Mellow Madness..
Umrl je 21. maja 2015 v 60. letu starosti.

## Sodelovanja
Louis Johnson je snemal in sodeloval s spodaj naštetimi izvajalci:
- Andrae Crouch
- Angela Bofill
- Anita Baker
- Aretha Franklin
- Billy Preston
- Bill Withers
- Björk
- The Carpenters
- The Controllers
- The Crusaders
- Dave GrusinDavid Diggs
- Deniece Williams
- Donna Summer
- Donn Thomas
- Earl Klugh
- Gábor Szabó
- George Benson
- Gene Van Buren
- George Duke
- Grover Washington, Jr.
- Hannah Freidenberg
- Harvey Mason
- Herb Alpert
- Herbie Hancock
- Hiroshima
- Irene Cara
- The Jacksons
- James Ingram
- Jeffrey Osborne
- John Mellencamp
- Kent Jordan
- Kenny Loggins
- Lee Ritenour
- Leon Haywood
- Lesley Gore
- Makoto Izumitani
- Michael Jackson
- Michael McDonald
- Natalie Cole
- Patti Austin
- Paul McCartney
- Peabo Bryson
- Peggy Lee
- Phil Collins
- Pointer Sisters
- Quincy Jones
- Randy Badazz
- Rene & Angela
- The Ritz
- Rufus
- Sérgio Mendes
- Side Effect
- Sister Sledge
- Stanley Clarke
- Stevie Nicks
- Stevie Wonder
- Sweet Comfort Band
- Temptations
- Toshiki Kadomatsu
- Vanity 6
- The Brothers Johnson

## Solo izdaje
| Leto | Naslov                     | Format    | Založba                | Ostale informacije |
| ---- | -------------------------- | --------- | ---------------------- | --- |
| 1981 | Passage                    | Album     | A&M Records            | Gospel album, pri snemanju katerega so sodelovali Louis Johnson, Valerie Johnson (nekdanja žena) in tolkalist Richard Heath |
| 1985 | "Kinky"/"She's Bad"        | Singl     | Capitol Records        | Evropska solo izdaja |
| 1985 | Evolution                  | Album     | Capitol Records        | Evropska solo izdaja |
| 1985 | Star Licks Master Sessions | VHS Video | Star Licks Productions | Johnsonov učni video, na DVD-ju je izšel 23. 5. 2003                                                                        |